# 近邻管巢蛛
近邻管巢蛛（学名：Clubiona propinqua）为管巢蛛科管巢蛛属的动物。分布于俄罗斯、日本、朝鲜以及中国大陆的四川、贵州、湖南、湖北、安徽、山东、河南、甘肃、陕西、北京、吉林等地。